# Moczka
Moczka (inaczej bryja) – śląska potrawa przyrządzana na Boże Narodzenie.

## Opis
Moczka przygotowywana jest ze specjalnego rodzaju piernika, migdałów, rodzynek, suszonych śliwek, suszonych moreli, gruszek, suszonych fig, suszonych daktyli, orzechów laskowych i dużej ilości ciemnego piwa, w którym moczy się składniki. Zamiast piwa dawniej używano wywaru jarzynowego lub rosołu na łbach karpi. Przepis na moczkę zmieniał się, dziś można spotkać go również bez dodawania piwa, z dodatkiem owoców oraz kompotów, tak aby moczka była słodka. W różnych częściach Śląska przepis na moczkę jest inny, głównie różni się on dodatkami, ale podstawą potrawy pozostaje piernik.
Moczkę spożywa się na ciepło, przy podgrzewaniu można ją rozcieńczać ciemnym piwem.
Jedną z mniej znanych z tradycji górnośląskich jest zachowanie piernika z świąt Bożego Narodzenia na przyszłoroczne i wykorzystanie tegoż piernika jako bazy pod moczkę.